# Рибейра (Сан-Паулу)
Рибейра (порт. Ribeira)  —  муниципалитет в Бразилии, входит в штат Сан-Паулу. Составная часть мезорегиона Итапетининга. Входит в экономико-статистический  микрорегион Капан-Бониту. Население составляет 3087 человек на 2006 год. Занимает площадь 335,029 км². Плотность населения — 9,2 чел./км².

## Статистика
- Валовой внутренний продукт на 2003 составляет 13.636.918,00 реалов (данные: Бразильский институт географии и статистики).
- Валовой внутренний продукт на душу населения на 2003 составляет 4.157,60 реалов (данные: Бразильский институт географии и статистики).
- Индекс развития человеческого потенциала на 2000 составляет 0,678 (данные: Программа развития ООН).